# Чжан Сяопин
Чжан Сяопин (кит. 张 小平; 1 апреля 1982, Шилин-Хото) — китайский боксёр полутяжёлой весовой категории, выступал за сборную КНР во второй половине 2000-х годов. Чемпион летних Олимпийских игр в Пекине, серебряный призёр чемпионата Азии, победитель многих турниров республиканского и международного значения.

## Биография
Чжан Сяопин родился 1 апреля 1982 года в городском уезде Шилин-Хото автономного района Внутренняя Монголия. Активно заниматься боксом начал в возрасте шестнадцати лет, проходил подготовку в местной боксёрской секции под руководством тренера Лу.
Первого серьёзного успеха на взрослом уровне добился в 2004 году, когда выиграл серебряную медаль в зачёте национального первенства КНР. Попав в основной состав китайской боксёрской команды, принимал участие в Азиатский играх в Дохе, но попасть в число призёров здесь, тем не менее, не сумел. На международной арене впервые заявил о себе в 2007 году, став серебряным призёром чемпионата Азии в Улан-Баторе — в финале полутяжёлой весовой категории потерпел поражение от представителя Узбекистана Аббоса Атоева. Также в этом сезоне побывал на чемпионате мира в Чикаго, где в третьем матче был выбит казахом Еркебуланом Шыналиевым.
Благодаря череде удачных выступлений Чжан удостоился права защищать честь страны на домашних летних Олимпийских играх 2008 года в Пекине — заслужил это право, одолев всех соперников на отборочных соревнованиях в Бангкоке. Он не рассматривался как фаворит олимпийского турнира, однако в итоге выиграл у всех пятерых своих соперников и завоевал золотую олимпийскую медаль. В том числе, со счётом 8:2 взял верх над вице-чемпионом мира из России Артуром Бетербиевым, над алжирцем Абдельхафидом Беншабла, взял реванш у казаха Шыналиева и в решающем матче 11:7 выиграл у ирландца Кеннета Игана.
Став олимпийским чемпионом, впоследствии Чжан Сяопин уже не показывал сколько-нибудь значимых результатов на международном уровне и в 2009 году объявил о завершении спортивной карьеры.